# Nivea (Sängerin)

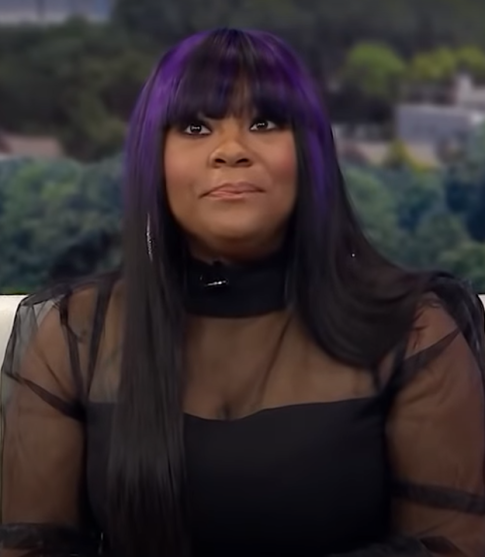
Nivea, 2019

Nivea (eigentlich Nivea Nash; * 24. März 1982 in Atlanta, Georgia als Nivea Hamilton) ist eine US-amerikanische R&B-Sängerin.

## Biografie

### Karriere
2001 veröffentlichte Nivea bei Jive Records ihr Debütalbum mit dem Titel „Nivea“. Die Platte brachte zwei mehr oder weniger erfolgreiche Singles hervor: „Don't Mess With The Radio“ und die den zusammen mit der R&B-Gruppe Jagged Edge aufgenommene Titel „Don't Mess With My Man“, zwei Songs, die weniger erfolgreich in den Charts, dafür umso beliebter bei den Radiostationen waren. Aus einer wegen des großen Erfolgs der zweiten Single wiederveröffentlichten Edition wurden in den USA zudem der Neptunes-Track „Run Away“ und „Laundromat“, ein Duett mit R. Kelly ausgekoppelt. 
Im April 2005 folgte nach langer Schaffenspause schließlich das Album Complicated, das auf Grund von Niveas Schwangerschaft und der eingeschränkten Promotionaktionen jedoch weit hinter den Erwartungen zurückblieb. Während man in den USA den Verkauf noch mit der von Lil Jon produzierten Vorab-Single „Okay“ fördern konnte, ließ man die Promotion international (auch in Deutschland) gänzlich wegfallen. Die entsprechend mittelmäßigen Verkaufszahlen blieben nicht ohne Folgen: Nach einigen Auseinandersetzungen löste Nivea Ende 2005 ihren Vertrag mit Jive Records auf. Die Veröffentlichung der beiden geplanten Singles „Parking Lot“ und „Complicated“ fand infolgedessen nicht statt. 
2006 beendete Nivea die Arbeiten an ihrem dritten Album Animalistic, das unter anderem von ihrem damaligen Ehemann, The-Dream, und Bryan Michael Cox produziert wurde. Außerdem steuerten T-Pain und der Rapper Pitbull Songs bei.

## Diskografie

### Alben
| Jahr | Titel       | Höchstplatzierung, Gesamtwochen, AuszeichnungChartsChartplatzierungen (Jahr, Titel, Platzierungen, Wochen, Auszeichnungen, Anmerkungen) | Anmerkungen                                     |
| Jahr | Titel       | US | Anmerkungen                                     |
| ---- | ----------- | --- | ----------------------------------------------- |
| 2001 | Nivea       | US80 (18 Wo.)US | Erstveröffentlichung: 25. September 2001        |
| 2005 | Complicated | US37 (6 Wo.)US | Erstveröffentlichung: 3. Mai 2005               |
| 2006 | Animalistic | — | Erstveröffentlichung: 15. November 2006 (Japan) |

### EPs
- 2011: Nivea: Undercover

### Singles als Leadmusikerin
| Jahr | Titel Album                                  | Höchstplatzierung, Gesamtwochen, AuszeichnungChartplatzierungen (Jahr, Titel, Album, Platzierungen, Wochen, Auszeichnungen, Anmerkungen) | Höchstplatzierung, Gesamtwochen, AuszeichnungChartplatzierungen (Jahr, Titel, Album, Platzierungen, Wochen, Auszeichnungen, Anmerkungen) | Höchstplatzierung, Gesamtwochen, AuszeichnungChartplatzierungen (Jahr, Titel, Album, Platzierungen, Wochen, Auszeichnungen, Anmerkungen) | Höchstplatzierung, Gesamtwochen, AuszeichnungChartplatzierungen (Jahr, Titel, Album, Platzierungen, Wochen, Auszeichnungen, Anmerkungen) | Höchstplatzierung, Gesamtwochen, AuszeichnungChartplatzierungen (Jahr, Titel, Album, Platzierungen, Wochen, Auszeichnungen, Anmerkungen) | Anmerkungen                                                        | [↑]: gemeinsam behandelt mit vorhergehendem Eintrag; [←]: in beiden Charts platziert |
| Jahr | Titel Album                                  | DE | AT | CH | UK | US | Anmerkungen                                                        |                                                                                      |
| ---- | -------------------------------------------- | --- | --- | --- | --- | --- | ------------------------------------------------------------------ | ------------------------------------------------------------------------------------ |
| 2001 | Don’t Mess with the Radio Nivea              | DE43 (10 Wo.)DE | — | — | UK48 (2 Wo.)UK | US90 (3 Wo.)US | Erstveröffentlichung: 22. Mai 2001                                 |                                                                                      |
| 2001 | Run Away (I Wanna Be With U) Let’s Get Ready | — | — | —[UK: ↑] | UK48 (2 Wo.)UK | — | Erstveröffentlichung: 10. Dezember 2001 feat. Pusha T              |                                                                                      |
| 2002 | Don’t Mess with My Man Nivea                 | DE90 (3 Wo.)DE | — | CH90 (2 Wo.)CH | UK41 (2 Wo.)UK | US8 (36 Wo.)US | Erstveröffentlichung: August 2002 feat. Brian & Brandon Casey      |                                                                                      |
| 2002 | Laundromat Nivea                             | — | — | — | UK33 (2 Wo.)UK | US58 (9 Wo.)US | Erstveröffentlichung: Dezember 2002 feat. R. Kelly                 |                                                                                      |
| 2004 | Okay Complicated                             | — | — | — | — | US40 (21 Wo.)US | Erstveröffentlichung: 19. Oktober 2004 feat. Lil Jon & YoungBloodZ |                                                                                      |

### Singles als Gastmusikerin
| Jahr | Titel Album                           | Höchstplatzierung, Gesamtwochen, AuszeichnungChartplatzierungen (Jahr, Titel, Album, Platzierungen, Wochen, Auszeichnungen, Anmerkungen) | Höchstplatzierung, Gesamtwochen, AuszeichnungChartplatzierungen (Jahr, Titel, Album, Platzierungen, Wochen, Auszeichnungen, Anmerkungen) | Höchstplatzierung, Gesamtwochen, AuszeichnungChartplatzierungen (Jahr, Titel, Album, Platzierungen, Wochen, Auszeichnungen, Anmerkungen) | Höchstplatzierung, Gesamtwochen, AuszeichnungChartplatzierungen (Jahr, Titel, Album, Platzierungen, Wochen, Auszeichnungen, Anmerkungen) | Höchstplatzierung, Gesamtwochen, AuszeichnungChartplatzierungen (Jahr, Titel, Album, Platzierungen, Wochen, Auszeichnungen, Anmerkungen) | Anmerkungen                                                    |
| Jahr | Titel Album                           | DE | AT | CH | UK | US | Anmerkungen                                                    |
| ---- | ------------------------------------- | --- | --- | --- | --- | --- | -------------------------------------------------------------- |
| 2000 | Danger (Been So Long) Let’s Get Ready | DE45 (9 Wo.)DE | — | CH60 (5 Wo.)CH | UK28 (3 Wo.)UK | US14 (20 Wo.)US | Erstveröffentlichung: 12. Dezember 2000 Mystikal feat. Nivea   |
| 2018 | Dope New Gospel Tha Carter V          | — | — | — | — | US90 (1 Wo.)US | Erstveröffentlichung: 28. September 2018 Lil Wayne feat. Nivea |

## Auszeichnungen für Musikverkäufe
| Goldene Schallplatte - Australien - 2001: für die Single Don’t Mess with the Radio |

| Land/RegionAuszeichnungen für Musikverkäufe (Land/Region, Auszeichnungen, Verkäufe, Quellen) | Gold  | Platin | Verkäufe | Quellen     |
| -------------------------------------------------------------------------------------------- | ----- | ------ | -------- | ----------- |
| Australien (ARIA)                                                                            | Gold1 | —      | 35.000   | aria.com.au |
| Insgesamt                                                                                    | Gold1 | —      |          |             |